# Metaparaclius australiensis
Metaparaclius australiensis är en tvåvingeart som beskrevs av Octave Parent 1941. Metaparaclius australiensis ingår i släktet Metaparaclius och familjen styltflugor. Inga underarter finns listade i Catalogue of Life.